# Dr. Zipp
Dr. Zipp eller Doktor Zipp var ett svenskt reggae- och popband med ursprung från Göteborg som var verksamt i början av 1980-talet. Bandet spelade in flera låtar i Studio Lane i Göteborg, med först Per Giöbel och sedan Mikael Rickfors som producenter. Det blev en singel med RCA, men inget album blev av och de andra låtarna hamnade i skivbolaget Last Buzz arkiv.
Bandet hade ett sound med stark inspiration från band som The Police och Gyllene Tider.

## Medlemmar
- Peter Danielson – sång
- Adel Källström – gitarr
- Per Boysen – gitarr, orgel
- Tapio Remes – bas
- Magnus Olsson – trummor[1]

## Diskografi

### Singlar
- Kärlek skall segra – 1983[2]

### Medverkan
- Big Deal! – 1990[3]
- Kali Yuga Boogie – 1993[4]
- Don't You Know? The Last Buzz! – 2013[5]
- My Sweetest Touch – 2014[6]
- Dust My Broom – 2015[7]
- Come On, Little Mama! – 2017[8]
- What a Ride! – 2019[9]
- Ready to Play – 2021[10]
- HÖRUPP!! HÖRUPP!! – 2023[11]
- Verkligheten – 2024[12]